# Wojciech Tarczyński
Wojciech Tarczyński (ur. w Przemyślu) – polski perkusista, kongista, wokalista, kompozytor.

## Kariera muzyczna
Swoją muzyczną przygodę rozpoczynał w latach 60., grając z kolegami w amatorskich zespołach muzycznych (m.in. Baronowie). W 1970, Antoni Kopff zaproponował mu pracę w tworzonej przez siebie od końca 1969 roku formacji Respekt, która już po kilku miesiącach od momentu swojego powstania dokonała nagrań radiowych i płytowych. Po pewnym czasie zespołem zainteresował się Czesław Niemen i w efekcie Respekt występował jako support w pierwszej części jego koncertów. Ostatni ich wspólny występ podczas tej trasy miał miejsce w czerwcu 1970 r. w Warszawie. Po reorganizacji składu grupy, muzyk na krótko powrócił do rodzinnego Przemyśla i po otrzymaniu kolejnej propozycji - w 1971 rozpoczął krótkotrwałą współpracę z grupą Marka Grechuty, działającą pod nazwą WIEM. W 1972 roku został perkusistą lubelskiej formacji Pokolenie, kierowanej przez Janusza Komana, której wokalistką była Krystyna Prońko (w sierpniu tego samego roku zespół zarejestrował w Polskim Radiu Lublin piosenki pt. Dwa anioły i Ziemi puls) a po rozpadzie tej grupy, współtworzył wraz z nimi Koman Band – z którym wielokrotnie zjeździł całą Polskę. Dopiero 29 stycznia 2021 roku, nakładem GAD Records ukazał się album z nagraniami radiowymi zespołu z lat 1974-75, zatytułowany Continuation. Jego współpraca z formacją Komana ustała w czerwcu 1976 roku. 

Pochodzący z Przemyśla Wojciech Tarczyński zwracający uwagę grą na kongach i doskonałym afro. Zaśpiewane przez niego utwory – to małe dzieła sztuki. Jego głęboki mocny głos o niezwykłej ekspresji wynosi Dom złej dziewczyny, czy (a może przede wszystkim) W kraju milczenia na zupełnie nowy poziom. Powstały prawdziwe, funkowo-soulowe perły, które powinny występować w kanonie na równi z Deszczem w Cisnej, a sam Tarczyński – w czołówce polskich wokalistów. Los chciał inaczej.

W latach 1976-1977 jako członek grupy Spisek współpracował z Haliną Frąckowiak – tam też poznał Renatę Lewandowską z którą (jak i z zespołem Omen) nagrał w duecie piosenkę Okno (1978), która miała swoją premierę w październiku 2020 roku na jej longplayu pt. Dotyk. Przez kilka następnych lat współpracował ze Zdzisławą Sośnicką z którą objechał wszystkie kraje bloku wschodniego. Po zakończeniu współpracy z piosenkarką powrócił do Przemyśla, by po 18 latach przerwać karierę muzyczną i założyć bar, który przez wiele lat prowadził – i choć nie jest już aktywnym muzykiem to zdarza mu się komponować nowe utwory.

## Dyskografia

### Albumy i nagrania radiowe
Z zespołem Respekt:
- 1970 (kwiecień): Cały maj, Daleko przed siebie[13], Oboje, Kolarski rock’n’roll, Za czym tęsknisz, Są takie chwile, Sprzedaj mnie wiatrowi, Tak to ja, Żegnaj mała (Program III P. R.)
- 1970 (czerwiec-lipiec): Górnik gola (voc. W. Tarczyński) / Cały maj / Dziura (voc. W. Tarczyński i K. Prońko) / Daleko przed siebie (EP, Pronit – N-0611)

Z zespołem Pokolenie:
- 1972 (sierpień): Dwa anioły, Ziemi puls (Polskie Radio Lublin)

Z zespołem Koman Band:
- 2021: Continuation (CD, GAD Records – GAD CD 14 - nagrania radiowe z lat 1974-75)

Duet z Renatą Lewandowską:
- 2020: Dotyk (LP, The Very Polish Cut-Outs – TVPCRE001, Polskie Radio – PRSX2254, Astigmatic Records – AR012LP)